# Mesembryanthemum geniculiflorum
Mesembryanthemum geniculiflorum är en isörtsväxtart som beskrevs av Carl von Linné. Mesembryanthemum geniculiflorum ingår i Isörtssläktet som ingår i familjen isörtsväxter. Inga underarter finns listade i Catalogue of Life.